# Júlio Lourenço Pinto
Júlio Lourenço Pinto (Porto, 24 de maio de 1842 – Porto, 6 de maio de 1907) foi um escritor, político e crítico literário português.

## Biografia
Filho do conselheiro José Lourenço Pinto e de sua mulher Ana Júlia Pinto, bacharelou-se em Direito pela Faculdade de Direito da Universidade de Coimbra em 1864.
Seguiu a carreira administrativa, tendo, a partir da sua formatura, ocupado postos como administrador do concelho, na Póvoa do Varzim, Vila Nova de Gaia, Lousada e Santo Tirso. E como secretário do Governo Civil, em Vila Real, Santarém, Coimbra e Bragança.
De 1879 a 1881, foi governador-civil do Distrito de Santarém. Em 1892 era governador-civil do Distrito de Faro. Por decreto de 1880 recebeu o título do conselho de sua majestade. Foi presidente da Associação de Jornalistas e Homens de Letras do Porto. Fez a sua estreia literária no Comércio do Porto, onde publicou, durante dois anos, uma série de artigos sob o título Revistas Semanais, além de outra colaboração sobre diversos temas.
Dos artigos publicados na Revista de Estudos Livres (1883–1886), refundidos e aumentados, resultará a Estética Naturalista (Porto, Livraria Portuense, 1884). Faleceu no Porto a 6 de maio de 1907. Entre os poucos críticos estudiosos de sua obra, encontra-se o nome de João Gaspar Simões, que com afinco o estudou na sua História do Romance Português (1967–1972).
Como romancista, foi aferrado à estética naturalista publicando seu primeiro romance, Margarida, em 1879, além de vários outros.

## Carreira Política
Como Governador Civil do Algarve, proibiu o uso do bioco — peça de vestuário feminina semelhante à burca — através do edital de 28 de setembro de 1892, alegando que podia ser utilizado com fins impróprios, como a infidelidade conjugal.

## Obras
- 1877 - Do Realismo na Arte, crítica;
- 1879 - Margarida, romance;
- 1880 - Vida Atribulada, romance;
- 1882 - O Senhor Deputado, romance;
- 1882 - Esboços do Natural, contos;
- 1883-1884 - Ensaios in Letras e Artes;
- 1883 - O Homem Indispensável, romance;
- 1885 - Estética naturalista, crítica, (Porto, Livraria Portuense);
- 1889 - O Bastardo, romance, Typographia do Commercio do Porto;
- 1894 - O Algarve, Notas Impressionistas (Porto, Livraria Portuense);